# Chikkenahalli, Tumkur
Chikkenahalli là một làng thuộc tehsil Tumkur, huyện Tumkur, bang Karnataka, Ấn Độ.